# Michał Sośnicki
Michał Sośnicki (ur. 10 kwietnia 1977, zm. w nocy z 12 lutego na 13 lutego 2000) – polski szachista, syn Mirosława Sośnickiego.

## Życiorys
Ukończył I Liceum Ogólnokształcące im. Jana Kasprowicza w Świdnicy, a następnie studiował na Wydziale Matematyki i Informatyki Uniwersytetu Wrocławskiego.
Był finalistą mistrzostw Polski juniorów (do 18 lat – Żagań 1994 oraz do 20 lat – Barlinek 1996). W 1997 r. zajął w Poraju III m. w półfinale indywidualnych mistrzostw Polski, zdobywając awans do rozegranego w 1998 w Książu finału mistrzostw Polski, w którym zajął wysokie, IV miejsce. Również w 1998 r. wystąpił w rozegranym w Lubniewicach finale drużynowych mistrzostw Polski (w barwach klubu „Chrobry” Głogów – V miejsce), uzyskując na I szachownicy 3½ pkt w 8 partiach. W 1999 r. po raz drugi w karierze wystąpił w finale mistrzostw Polski, zajmując w Polanicy-Zdroju XII miejsce, oraz zajął III m. w międzynarodowym turnieju w Legnicy, zdobywając trzecią normę na tytuł mistrza międzynarodowego (tytuł ten otrzymałby w przypadku osiągnięciu rankingu min. 2400 punktów).
Najwyższy ranking w karierze osiągnął 1 stycznia 1998 r., z wynikiem 2385 punktów zajmował wówczas 48. miejsce wśród polskich szachistów.
Zginął tragicznie w niewyjaśnionych okolicznościach w 2000 roku.
W latach 2001–2006 organizowane w Świdnicy turnieje międzynarodowe poświęcone były pamięci Michała Sośnickiego.